# Restless and Wild
Restless and Wild – czwarty album studyjny niemieckiego zespołu heavymetalowego Accept wydany 4 października 1982 roku przez wytwórnię Brain.

## Lista utworów
1. „Fast as a Shark” (Baltes / Deaffy / Dirkschneider / Hoffmann) – 3:49
2. „Restless and Wild” (Baltes / Deaffy / Dirkschneider / Hoffmann / Kaufmann) – 4:12
3. „Ahead of the Pack” (Baltes / Hoffmann) – 3:24
4. „Shake Your Heads” (Baltes / Hoffmann) – 4:17
5. „Neon Nights” (Accept / Deaffy) – 6:01
6. „Get Ready” (Baltes / Hoffmann) – 3:41
7. „Demon's Night” (Baltes / Hoffmann) – 4:27
8. „Flash Rockin' Man” (Baltes / Hoffmann) – 4:28
9. „Don't Go Stealing My Soul Away” (Baltes / Hoffmann) – 3:15
10. „Princess of the Dawn” (Accept / Deaffy) – 6:15

## Twórcy
| Accept w składzie - Udo Dirkschneider – śpiew - Wolf Hoffmann – gitara elektryczna - Peter Baltes – gitara basowa - Stefan Kaufmann – perkusja | Personel - Dirk Steffens – produkcja - Michael Wagener – inżynieria dźwięku, miksowanie - Tim Young – mastering - Vic Anesini – mastering - Michael Wagener – inżynieria dźwięku, miksowanie - Erhard Schulz – zdjęcia - Stefan Böhle – zdjęcia (okładka) |